# Выселки (Калининградская область)
Выселки (до 1938 — Клайн-Дегезен, нем. Klein Degesen, до 1947 — Клайнлуккен, нем. Kleinlucken) — посёлок в Нестеровском муниципальном округе Калининградской области.

## География
Находится в юго-восточной части Калининградской области, в зоне хвойно-широколиственных лесов, на берегах реки Туманной, при автодороге 27К-065, на расстоянии примерно 3 километров (по прямой) к северо-востоку от города Нестерова, административного центра района. Абсолютная высота — 49 метров над уровнем моря.

### Часовой пояс
Посёлок Выселки как и вся Калининградская область, находится в часовой зоне МСК−1. Смещение применяемого времени относительно UTC составляет +2:00.

## История
До 1938 года носил название Клайн-Дегезен (нем. Klein Degesen). В период с 1938 по 1947 годы назывался Клайнлуккен (нем. Kleinlucken). В период с 2008 по 2018 годы Выселки входили в состав Пригородного сельского поселения Нестеровского района, с 2018 по 2022 годы — в состав Нестеровского городского округа.

## Население
| 1910 | 1925 | 2002 | 2010 |
| ---- | ---- | ---- | ---- |
| 85   | ↗93  | ↘45  | ↗50  |

### Национальный состав
Согласно результатам переписи 2002 года, в национальной структуре населения русские составляли 62 %.